# Jan Škrob
Jan Škrob (* 9. listopadu 1988 Praha) je český básník, překladatel a rozhlasový moderátor. Spolu s Petrem Wagnerem, Dominikem Čejkou, Jakubem Ortem a Fatimou Rahimi moderuje na Radiu Wave pořad o náboženství a společnosti Hergot!. Zpívá ve skupině Lipless Lincoln and the Sinners. Je šéfredaktorem časopisu Protestant a členem Českobratrské církve evangelické.

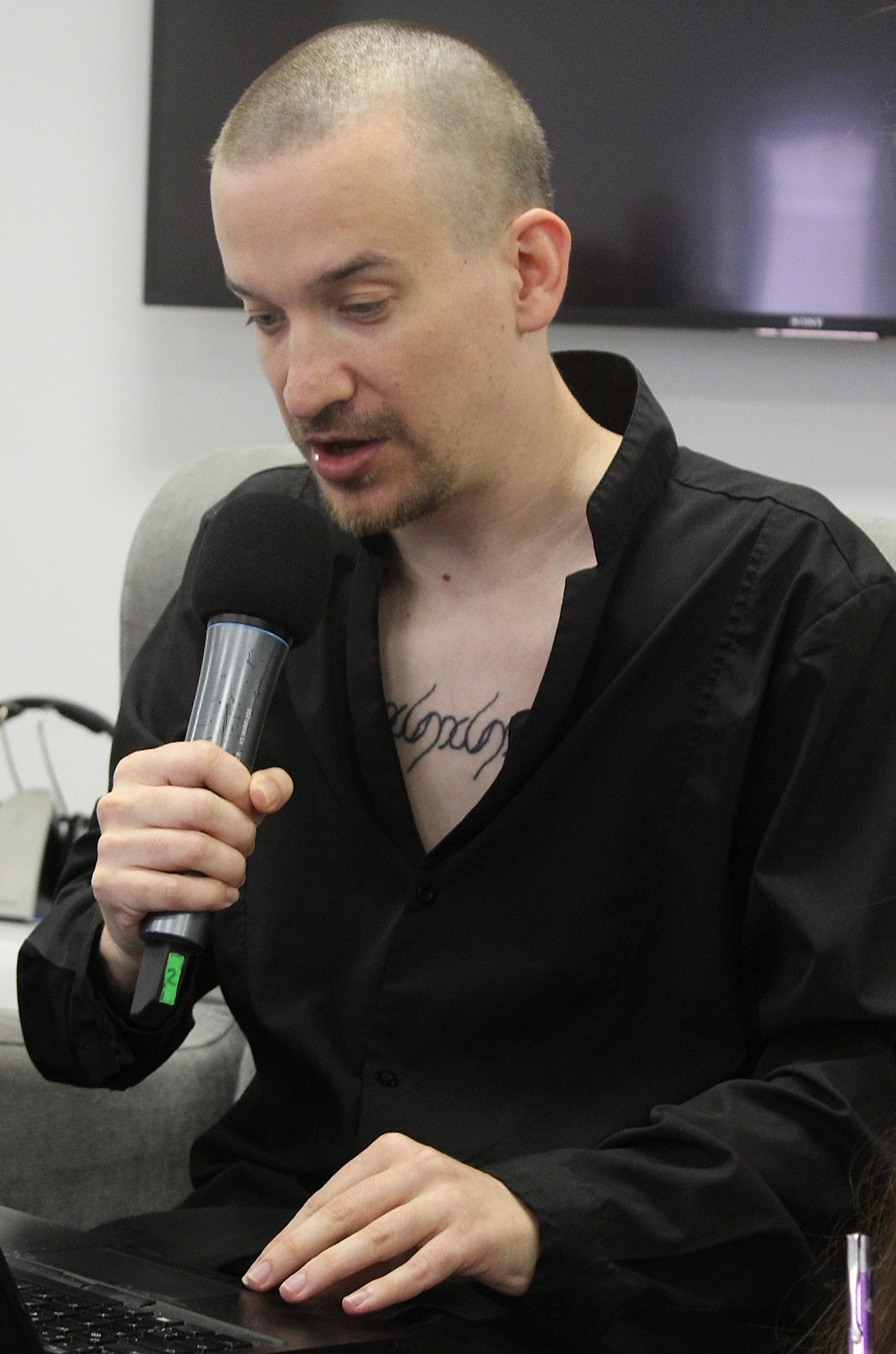
Jan Škrob (2025)

## Literární činnost
Je členem Asociace spisovatelů. V roce 2017 byl nominován za knihu Pod dlažbou na cenu DILIA Litera Objev roku. O rok později získal 3. místo v soutěži Básne SK/CZ a vyhrál Drážďanskou cenu lyriky. V roce 2019 byl za básnickou sbírku Reál nominován na Cenu Jiřího Ortena.

### Dílo
- Pod dlažbou, Eman, 2016
- Reál, Malvern, 2018
- Země slunce, Viriditas, 2021